# فيكتور أليساندرو
فيكتور أليساندرو (بالإنجليزية: Victor Alessandro)‏ هو موزع أمريكي، ولد في 27 نوفمبر 1915، وتوفي في 27 نوفمبر 1976.

## وصلات خارجية
- فيكتور أليساندرو على موقع ميوزك برينز (الإنجليزية)
- فيكتور أليساندرو على موقع أول ميوزيك (الإنجليزية)
- فيكتور أليساندرو على موقع ديسكوغز (الإنجليزية)